# Attention barrage
Pour plus de détails, voir Fiche technique et Distribution.
Attention barrage (titre original : Wet Hare) est un court métrage d'animation américain de la série Looney Tunes mettant en scène Bugs Bunny, réalisé par Robert McKimson, sorti en 1962.

## Fiche technique
- Titre : Attention barrage
- Titre original : Wet Hare
- Réalisation : Robert McKimson
- Scénario : David Detiege
- Montage : Treg Brown
- Musique : Milt Franklyn
- Son : Treg Brown
- Producteur : David H. DePatie
- Sociétés de production : Warner Bros. Cartoons
- Pays d'origine :  États-Unis
- Format : Couleur (Technicolor) — 35 mm — 1,37:1 — Son : Mono
- Genre : Film d'animation, Comédie
- Durée : 7 minutes
- Dates de sortie :
  -  États-Unis :  20 janvier 1962

## Distribution
- Mel Blanc : Bugs Bunny / Blacque Jacque Shellacque (voix)